# Bourgot

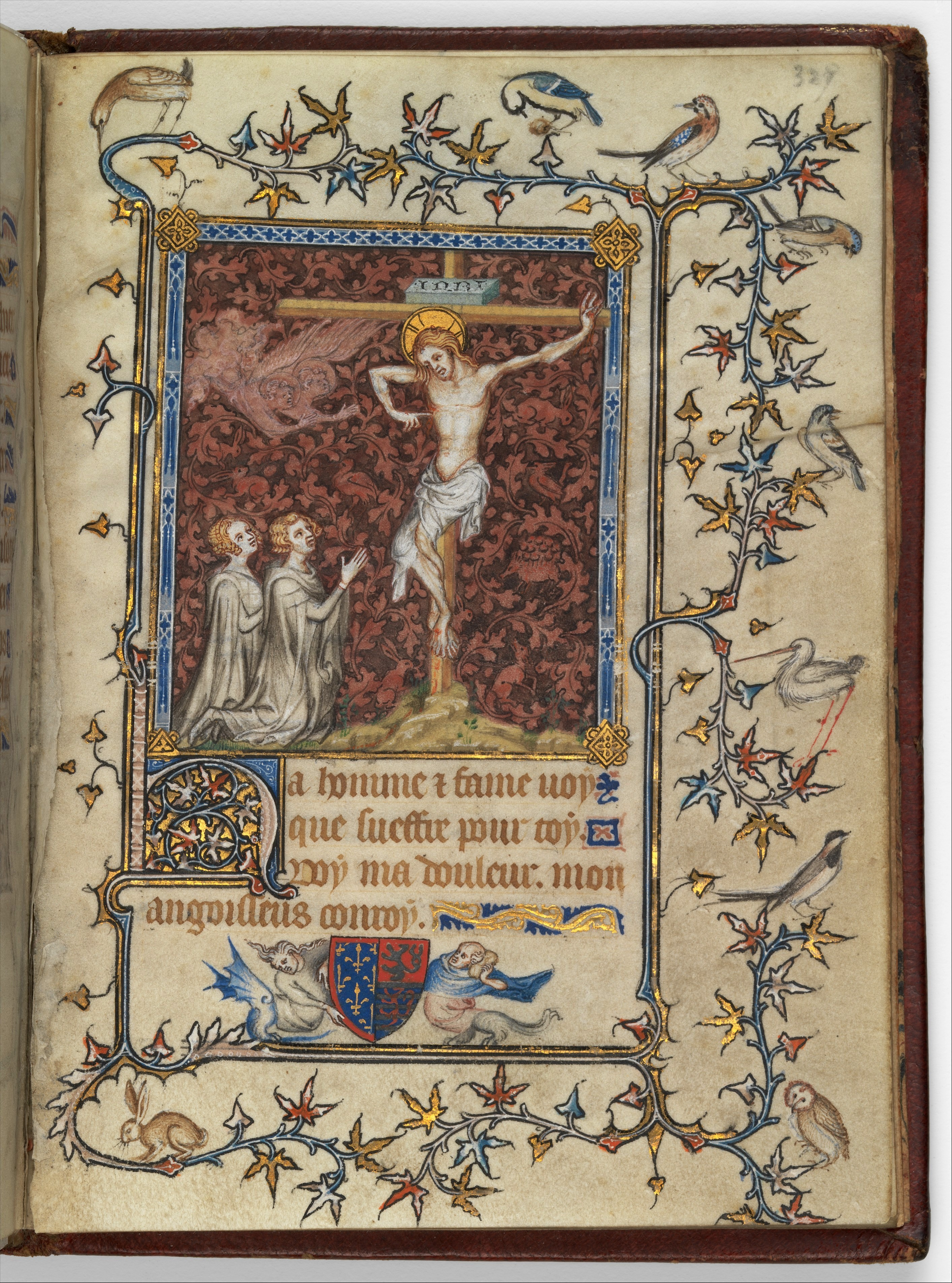
Psalter van Bonne van Luxemburg, Jean en Bourgot Le Noir, Jan en Bonne in gebed voor de gekruisigde

Bourgot  in de literatuur meestal Bourgot Le Noir  genoemd, was een Franse miniaturiste die actief was in Parijs tussen ca. 1336 en 1365. Zij was de dochter, leerlinge en medewerkster van Jean le Noir. Het is moeilijk om het werk van vader en dochter van elkaar te onderscheiden. Miniaturen in het psalter van Bonne van Luxemburg gemaakt tussen 1348 en 1349 nu in The Cloisters in New York met signatuur 69.86 en in het getijdenboek van Yolande van Dampierre gemaakt tussen 1353 en 1363, nu in de British Library als Yates Thompson 27, kunnen aan beiden worden toegewezen. Dit is ook het geval voor het getijdenboek van Johanna van Navarra (1336-1340), bewaard in de Bibliothèque nationale de France als nouvelle acquisition latine 3145.
Zoals de meeste medewerkers van een gevestigd kunstenaar of van een atelier, werkte zij niet onder haar eigen naam, maar onder de naam van haar vader. Kunst was in die tijd heel vaak een gezinsonderneming en er is dus geen werk dat met zekerheid aan haar kan worden toegeschreven. Maar haar activiteit werd wel bevestigd in een document van 1358 waarin genoteerd staat dat Jean Le Noir uit dienst trad van Yolande van Dampierre en samen met zijn dochter Bourgot, enlumineresse, in dienst trad van de regent en dauphin Karel. In hetzelfde document wordt de schenking van een huis aan de rue Trousevache aan Jean Le Noir en zijn dochter Bourjot genoteerd.